# Trasidemo
Trasidemo è un personaggio della mitologia greca, menzionato da Omero nel libro XVI dell'Iliade. 

## Il mito

### Le origini
Trasidemo era un guerriero licio, scudiero del re Sarpedonte, che accompagnò nella guerra di Troia. I Lici erano infatti una popolazione dell'Asia Minore da sempre alleata coi re troiani.

### La morte
Trasidemo fu ucciso in combattimento da Patroclo, che subito dopo tolse la vita anche al suo signore.

### Fonti
- Omero, Iliade, libro XVI